# Montcy-Notre-Dame
Montcy-Notre-Dame és un municipi francès situat al departament de les Ardenes i a la regió del Gran Est. L'any 2007 tenia 1.536 habitants.

## Demografia

### Població
El 2007 la població de fet de Montcy-Notre-Dame era de 1.536 persones. Hi havia 630 famílies de les quals 140 eren unipersonals (60 homes vivint sols i 80 dones vivint soles), 247 parelles sense fills, 219 parelles amb fills i 24 famílies monoparentals amb fills.
La població ha evolucionat segons el següent gràfic:
Habitants censats

### Habitatges
El 2007 hi havia 685 habitatges, 638 eren l'habitatge principal de la família, 2 eren segones residències i 45 estaven desocupats. 620 eren cases i 64 eren apartaments. Dels 638 habitatges principals, 525 estaven ocupats pels seus propietaris, 98 estaven llogats i ocupats pels llogaters i 15 estaven cedits a títol gratuït; 4 tenien una cambra, 29 en tenien dues, 85 en tenien tres, 177 en tenien quatre i 343 en tenien cinc o més. 459 habitatges disposaven pel capbaix d'una plaça de pàrquing. A 265 habitatges hi havia un automòbil i a 313 n'hi havia dos o més.

### Piràmide de població
La piràmide de població per edats i sexe el 2009 era:
| Homes | Edats   | Dones |
| ----- | ------- | ----- |
| 4     | 95 o +  | 0     |
| 4     | 90 a 94 | 0     |
| 0     | 85 a 89 | 12    |
| 4     | 80 a 84 | 4     |
| 24    | 75 a 79 | 32    |
| 40    | 70 a 74 | 48    |
| 24    | 65 a 69 | 32    |
| 52    | 60 a 64 | 44    |
| 36    | 55 a 59 | 24    |
| 40    | 50 a 54 | 64    |
| 84    | 45 a 49 | 60    |
| 52    | 40 a 44 | 76    |
| 76    | 35 a 39 | 48    |
| 56    | 30 a 34 | 72    |
| 16    | 25 a 29 | 32    |
| 29    | 20 a 24 | 24    |
| 84    | 15 a 19 | 60    |
| 32    | 10 a 14 | 40    |
| 32    | 5 a 9   | 40    |
| 44    | 0 a 4   | 20    |

## Economia
El 2007 la població en edat de treballar era de 1.041 persones, 731 eren actives i 310 eren inactives. De les 731 persones actives 681 estaven ocupades (356 homes i 325 dones) i 51 estaven aturades (31 homes i 20 dones). De les 310 persones inactives 133 estaven jubilades, 88 estaven estudiant i 89 estaven classificades com a «altres inactius».

### Ingressos
El 2009 a Montcy-Notre-Dame hi havia 657 unitats fiscals que integraven 1.613 persones, la mediana anual d'ingressos fiscals per persona era de 20.955 €.

### Activitats econòmiques
Dels 41 establiments que hi havia el 2007, 3 eren d'empreses alimentàries, 1 d'una empresa de fabricació d'altres productes industrials, 5 d'empreses de construcció, 6 d'empreses de comerç i reparació d'automòbils, 4 d'empreses d'hostatgeria i restauració, 1 d'una empresa d'informació i comunicació, 3 d'empreses financeres, 3 d'empreses immobiliàries, 4 d'empreses de serveis, 4 d'entitats de l'administració pública i 7 d'empreses classificades com a «altres activitats de serveis».
Dels 9 establiments de servei als particulars que hi havia el 2009, 3 eren paletes, 1 empresa de construcció, 3 perruqueries i 2 agències immobiliàries.
Dels 4 establiments comercials que hi havia el 2009, 2 eren fleques, 1 una fleca i 1 una botiga de material de revestiment de parets i terra.
L'any 2000 a Montcy-Notre-Dame hi havia 5 explotacions agrícoles.

## Equipaments sanitaris i escolars
El 2009 hi havia una escola elemental.

## Poblacions més properes
El següent diagrama mostra les poblacions més properes.